# Fremri-Námur
Fremrinámar także Fremrinámur – system wulkaniczny w północno-wschodniej Islandii na południowy wschód od jeziora Myvatn. Data ostatniej erupcji szacowana jest na ok. 1200 rok p.n.e. 

## Opis
Fremrinámar leży w północno-wschodniej Islandii na południowy wschód od jeziora Myvatn. Jest to system wulkaniczny złożony z wulkanu centralnego Fremrinámar (970 m n.p.m.) oraz licznych szczelin, które biegną aż do północnego wybrzeża wyspy. System, rozciągający się na długości 130 km, jest częścią Północnej Strefy Wulkanicznej (ang. North Volcanic Zone, NVZ).
System był aktywny we wczesnym holocenie a ostatnio ok. 5000–3000 lat temu. Data ostatniej erupcji szacowana jest na ok. 1200 rok p.n.e. W wyniku ostatnich erupcji powstała tarcza lawowa.    